# Eye of the Storm (canción de Tarja)
Eyes of the Storm es una canción de la soprano finlandesa Tarja, y es el primer sencillo del primer álbum recopilatorio de Tarja Best of: Living the Dream . La versión sencillo se lanzó digitalmente el 21 de octubre de 2022, mientras que la versión completa se publicó con el lanzamiento de Best of: Living the Dream el 2 de diciembre de 2022.
La canción fue escrita originalmente para el tercer álbum de metal de Tarja, Colours in the Dark, sin embargo, fue cortada del álbum y nunca fue lanzada hasta 2022.

## Antecedentes
Fue escrita y compuesta por Tarja, Anders Wollbeck y Mattias Lindblom.  En 2022, se anunció que sería el primer sencillo del próximo álbum recopilatorio de Tarja, Best of: Living the Dream.  Tarja declaró sobre la canción:
Era el momento adecuado para lanzar finalmente esta canción. Tiene un profundo sentimiento de cierre. Está influenciada por dos países muy importantes en mi vida: Finlandia y Argentina. Es una batalla interna dentro de mí. Porque en ese momento de mi vida, estaba buscando realmente mi lugar en este mundo, dónde pertenezco como persona, como individuo. 

## Lista de canciones
| Versión sencillo |                                     |          |  |
| N.º              | Título                              | Duración |  |
| 1.               | «Eye of the Storm» (Single Version) | 5:19     |  |

| Versión álbum Best of: Living the Dream |                    |          |  |
| N.º                                     | Título             | Duración |  |
| 1.                                      | «Eye of the Storm» | 6:05     |  |

## Personal
- Tarja Turunen – teclado, voz principal, voz de respaldo
- Doug Wimbish – bajo
- Fernando Scarcella – batería
- Julian Barrett – guitarra eléctrica
- Carlos Corrales - bandoneón
- Jim Dooley - arreglos orquestales

Producción
- Marcelo Cabuli – productor ejecutivo
- Tim Palmer – mezclador
- Tim Tronckoe – fotografía